# Ilha Little Cornwallis
A Ilha Little Cornwallis é uma no arquipélago das Ilhas da Rainha Isabel, parte do Arquipélago Ártico Canadiano, na região de Qikiqtaaluk em Nunavut, no Canadá. É desabitada e tem uma área de 412 km2